# Luigi Waites

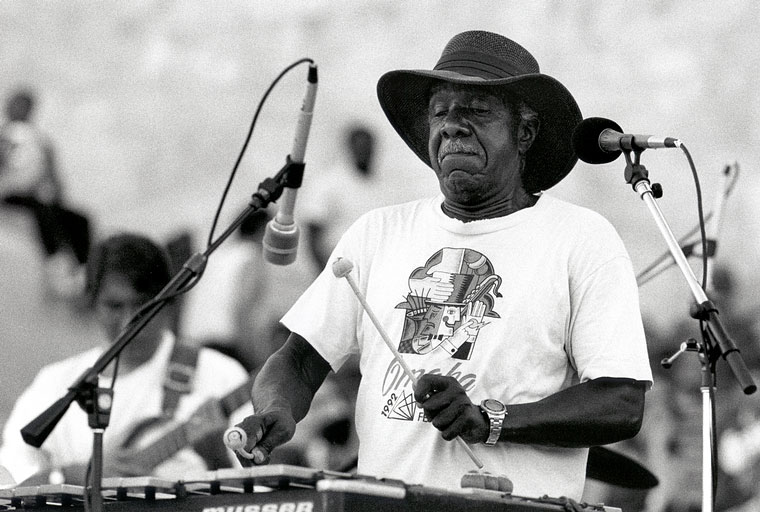
Luigi Waites (1999)

Lewis „Luigi“ Waites (* 10. Juli 1927 in Omaha; † 6. April 2010 ebenda) war ein US-amerikanischer Jazzmusiker (Vibraphon, Schlagzeug) und Musikpädagoge.
Waites begann mit zwölf Jahren Schlagzeug zu spielen; schon früh trat er in lokalen Nachtclubs um seine Heimatstadt auf. Er lebte dann eine Zeitlang in Chicago, Kalifornien und tourte durch Europa, bevor er zumeist im Raum Omaha aktiv war. Während seines Militärdienstes in der US-Armee lernte er Elvin Jones kennen. 1960 gründete Waites die Formation The Contemporaries. Waites, der selbst keine formale Ausbildung genossen hatte, war als Musikpädagoge für den Nebraska Arts Council in Schulen von Nebraska tätig; in den 1970er Jahren war er Solist im Programm der National School Tours. Seit 1975 trat Waites wöchentlich im Club Mr. Toad’s auf, in den letzten fünf Jahren seines Lebens auch als Solist. Er spielte auch mit Ella Fitzgerald, Dizzy Gillespie, Lionel Hampton und James Brown. Ab 1975 gehörte er zu den Organisatoren des Omaha Summer Arts Festival. In den 2000er Jahren arbeitete er mit der Popband Shelter Belt
Unter eigenem Namen veröffentlichte er mehrere Alben, Fear Not (2001) mit seiner Formation Luigi Inc. und 2005 Distant Relatives. Ein Live-Album blieb bislang unveröffentlicht.
Waites erhielt mehrere Auszeichnungen; so war er 1996 „Künstler des Jahres“ des Councils. 2005 wurde er in die Omaha Black Music Hall of Fame aufgenommen, 2006 für sein Lebenswerk mit dem Omaha Entertainment and Arts Award geehrt; 2009 folgte eine weitere Auszeichnung als Jazz-Künstler.
Als Schlagzeuger war Waites von Buddy Rich, Jo Jones, Louie Bellson und Max Roach beeinflusst.